# دانشگاه مارتین لوتر هاله-ویتنبرگ
دانشگاه هاله با نام رسمی دانشگاه مارتین لوتر هاله-ویتنبرگ (به آلمانی: Martin-Luther-Universität Halle-Wittenberg)، مختصراً MLU، یکی از دانشگاه‌های دولتی آلمان است که مقر اصلی آن در شهر هاله واقع در ایالت زاکسن-آنهالت است.
این دانشگاه با بیش از پنج قرن سابقه و با داشتن ۲۰٬۰۰۰ دانشجو و ۳۴۰ استاد در حوزه‌های مختلفی از جمله علوم انسانی، علوم اجتماعی، علوم تجربی و پزشکی فعال است.

## تاریخچه

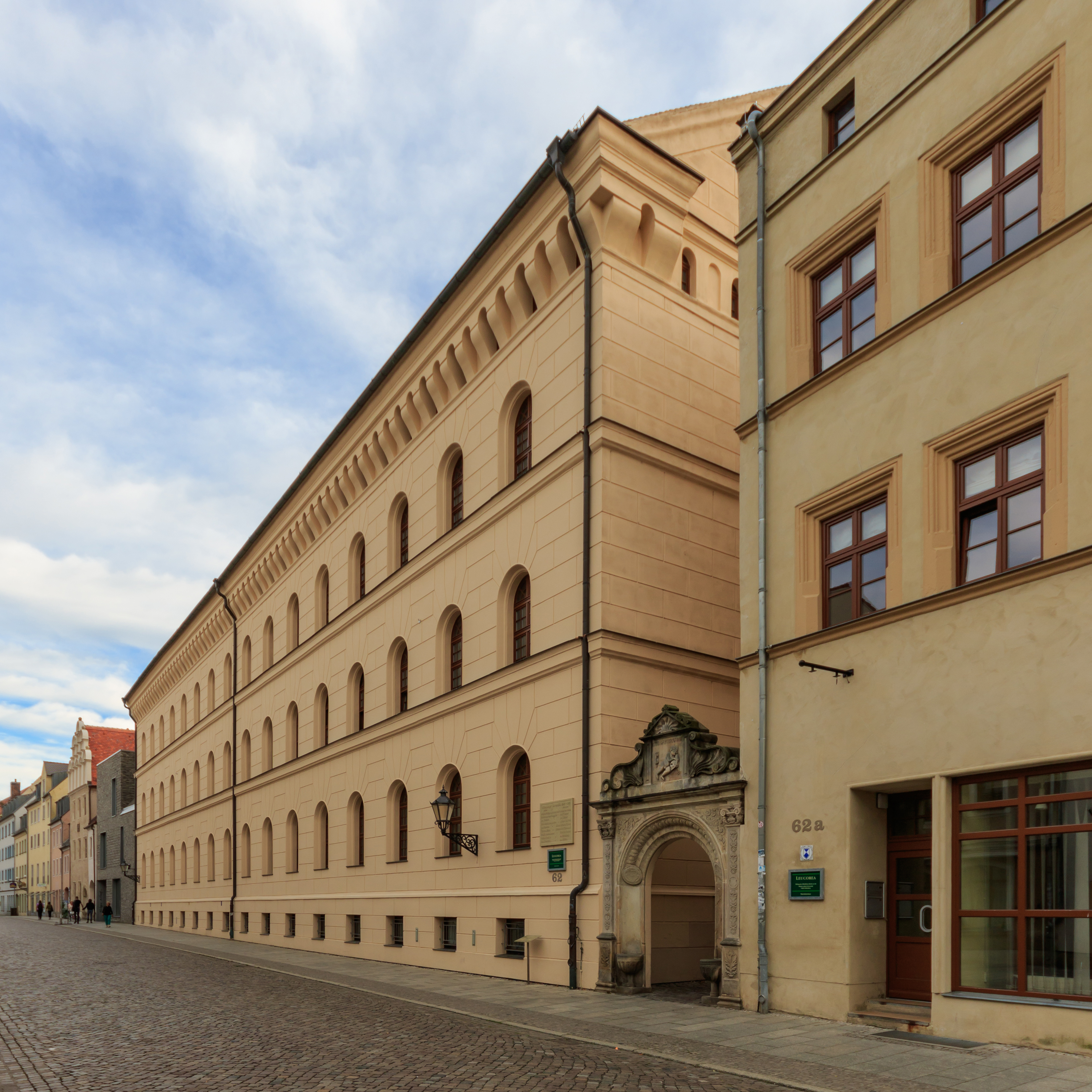
ساختمان لئوکورئا در ویتنبرگ

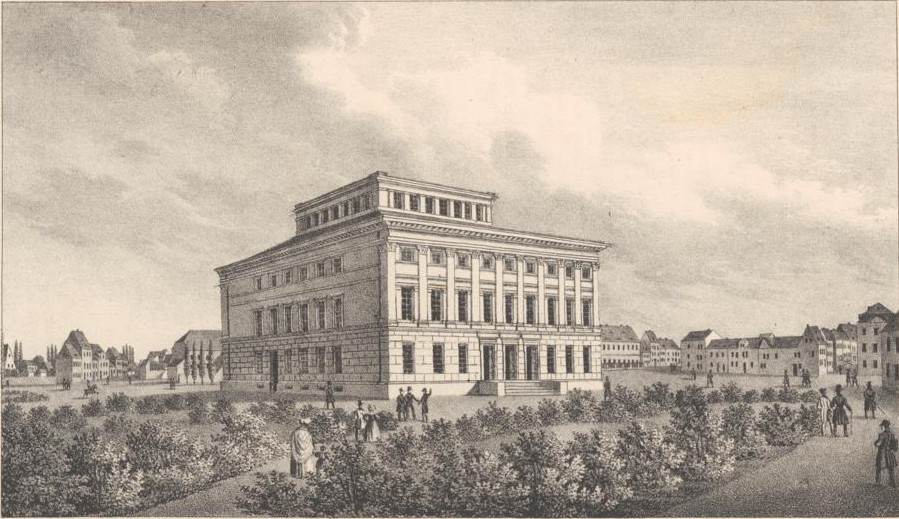
«ساختمان دانشگاه هاله» در ۱۸۳۶ میلادی که امروزه ساختمان شیر نامیده می‌شود.

دانشگاه مارتین لوتر هاله-ویتنبرگ از ادغام دو دانشگاه قدیمی‌تر به وجود آمده است: دانشگاه ویتنبرگ و دانشگاه فریدریش هاله.
دانشگاه ویتنبرگ (Universität Wittenberg) با نام قدیمی‌تر لئوکورئا (Leucorea) در سال ۱۵۰۲ میلادی در شهر ویتنبرگ که در آن زمان بخشی از امپراتوری مقدس روم بود تأسیس شد و بدین ترتیب از قدیمی‌ترین مراکز تحصیلی آلمان به‌شمار می‌رود. از اولین اساتید آن مارتین لوتر بود که دانشگاه را به مرکز نهضت اصلاحات پروتستانی در مسیحیت بدل کرد و نام وی امروزه بر روی این دانشگاه نهاده شده است.
دانشگاه فریدریش (Friedrichs-Universität) در ۱۶۹۴ میلادی توسط فریدریش یکم، پادشاه پروس در شهر هاله تأسیس شد که به عنوان مرکز زهدباوری و عصر روشنگری به‌سرعت به یکی از مهم‌ترین دانشگاه‌های آلمان تبدیل شد.
در سال ۱۸۱۷ میلادی دو دانشگاه مذکور با یکدیگر ادغام شدند و دانشگاه مارتین لوتر هاله-ویتنبرگ امروزی را به وجود آوردند.

## دانشکده‌ها

دیوارنگاره چهار دانشکده (Die vier Fakultäten) اثر گوستاو اشپانگنبرگ در ساختمان شیر دانشگاه هاله
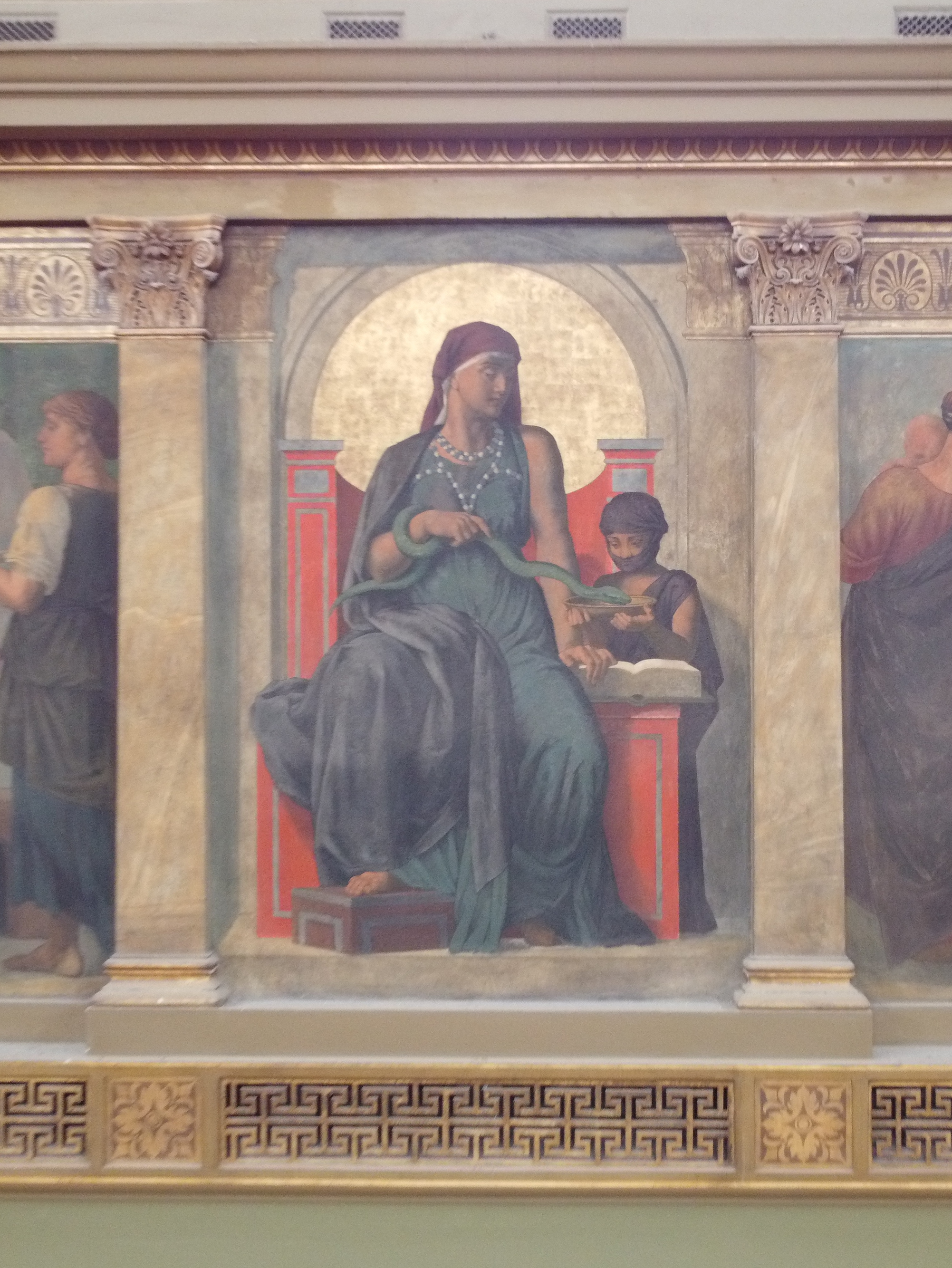
دانشکده پزشکی
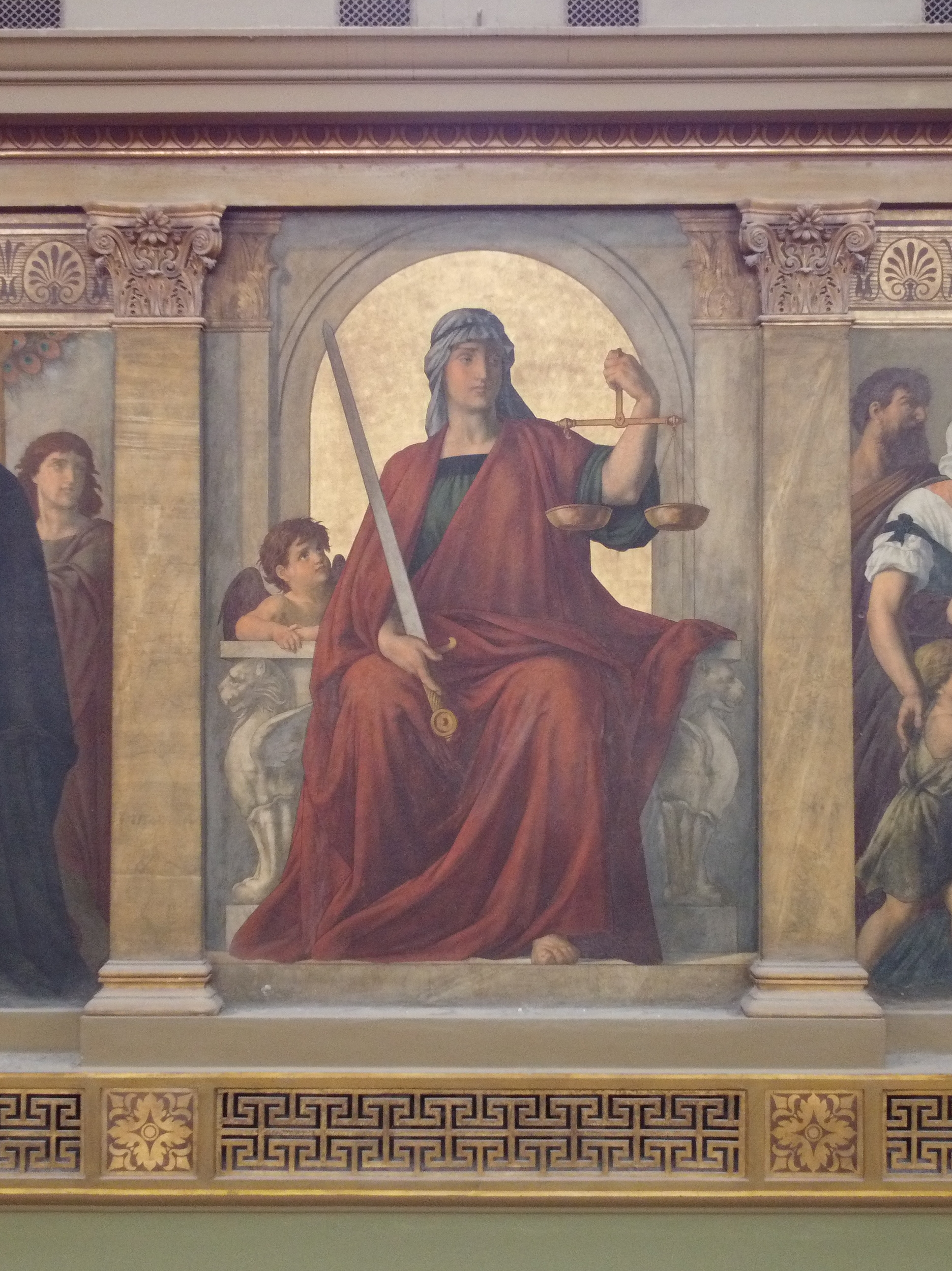
دانشکده حقوق
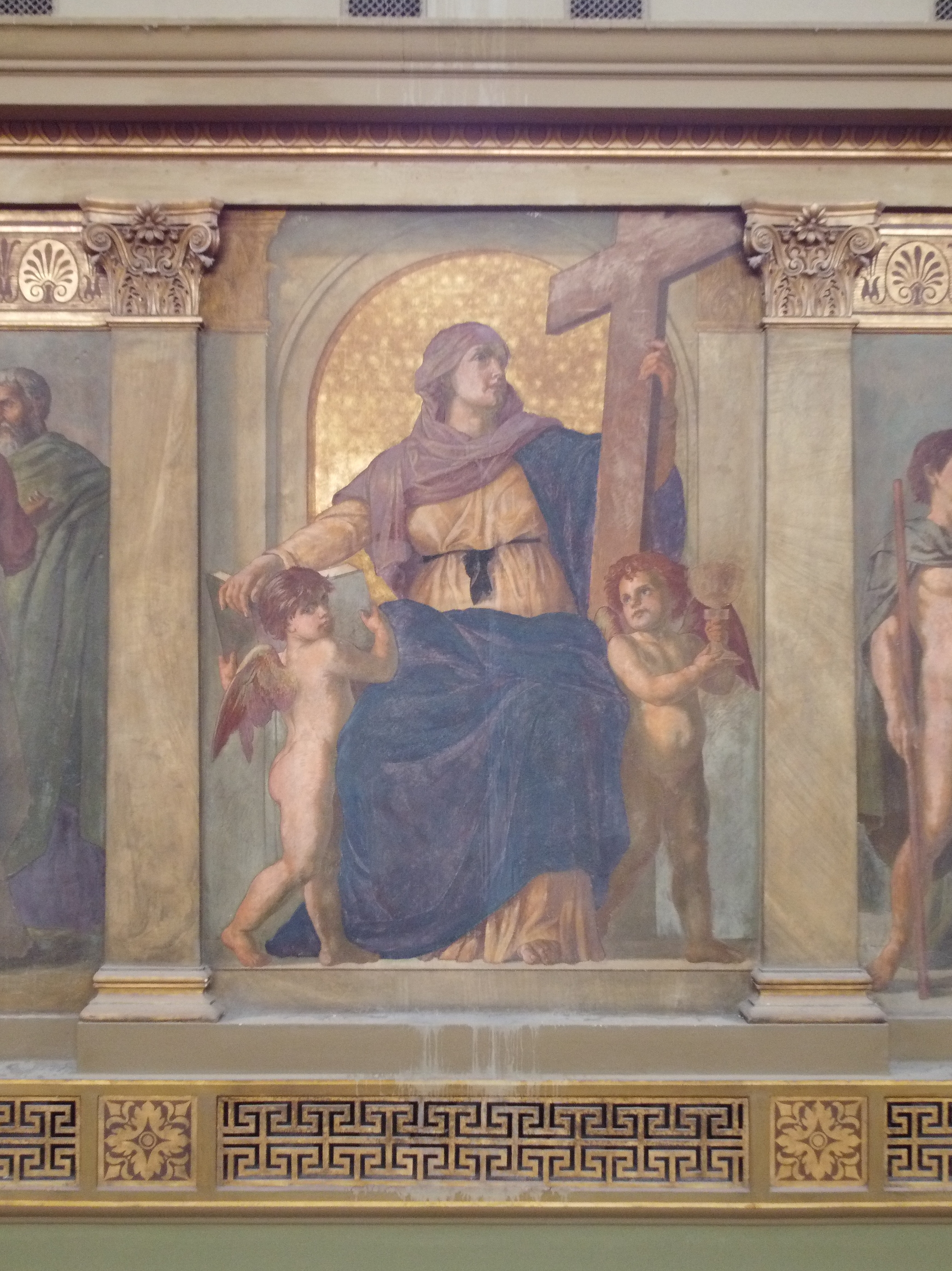
دانشکده الهیات
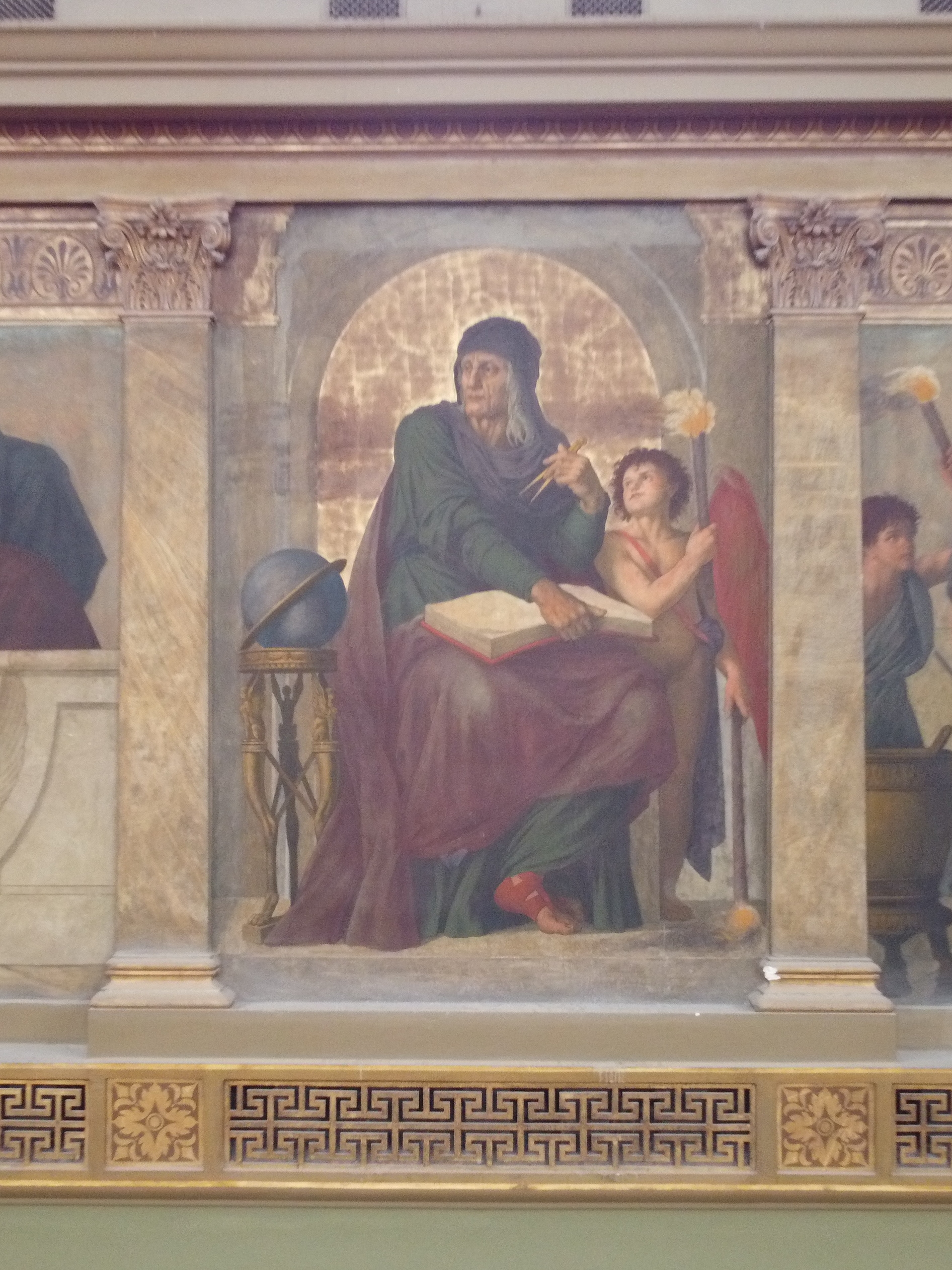
دانشکده فلسفه

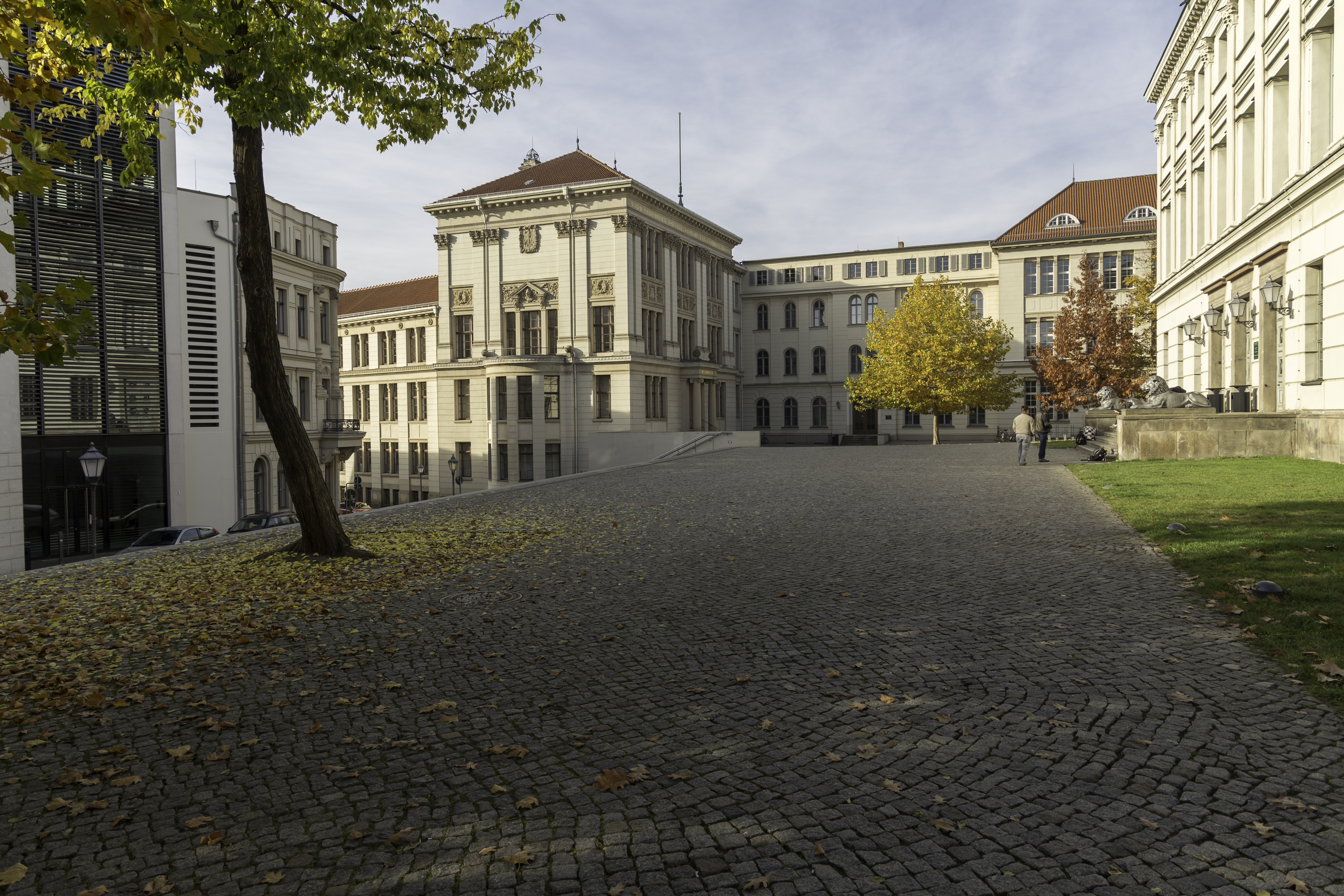
نمای حیاط روبروی ساختمان شیر

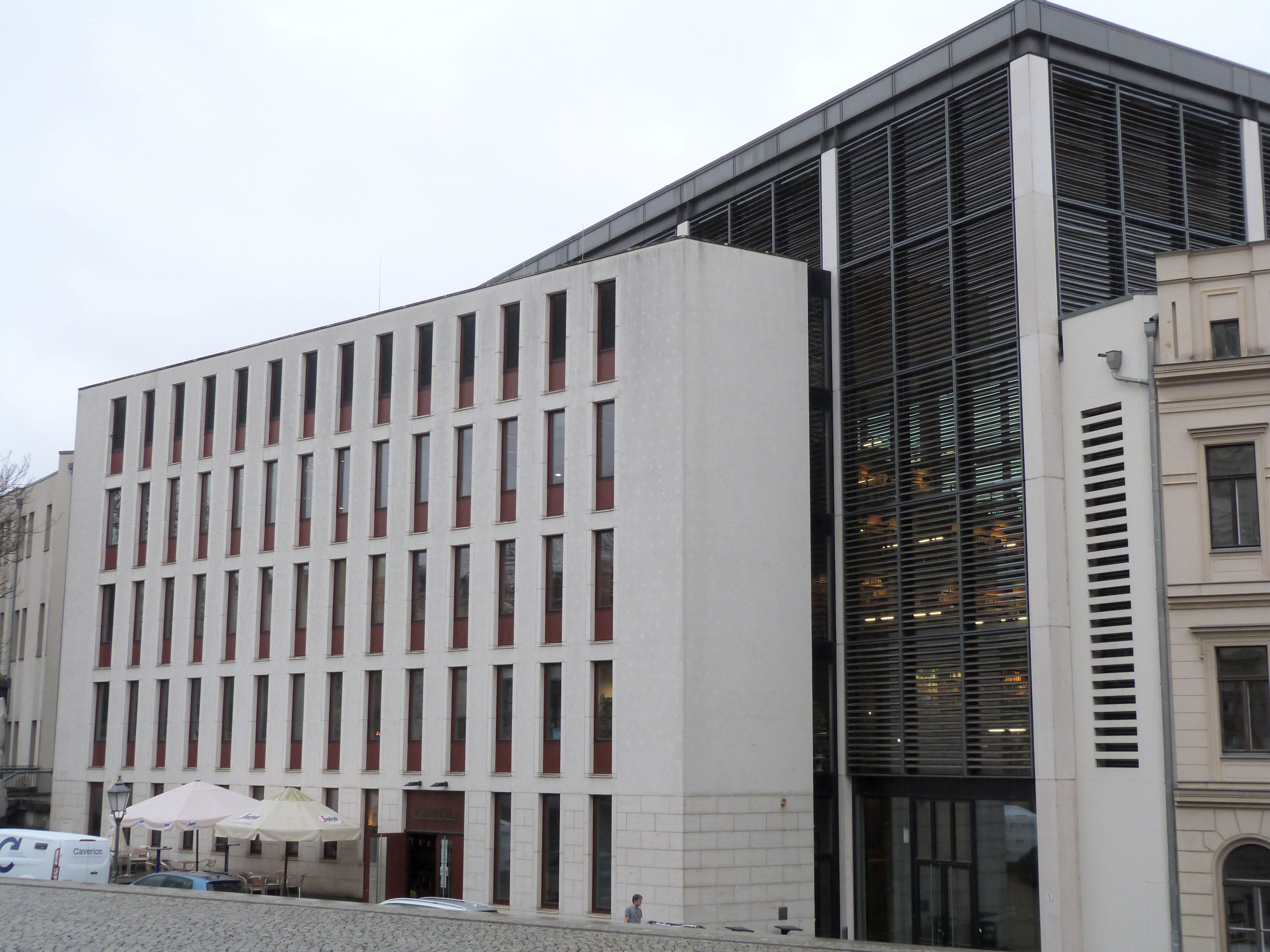
ساختمان یوریدیکوم (Juridicum)

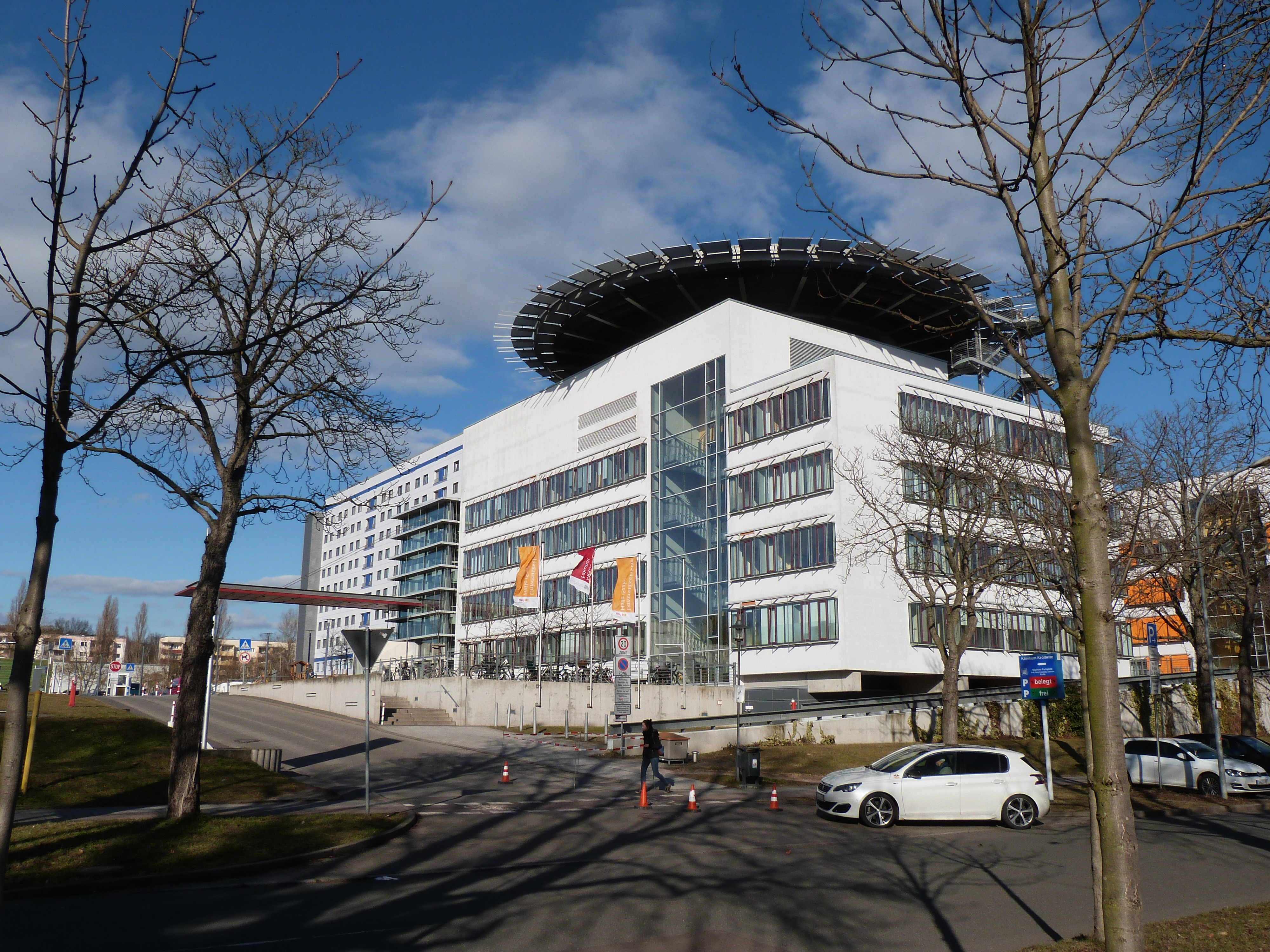
بیمارستان آموزشی کرولویتز که بزرگترین بیمارستان ایالتی نیز هست.

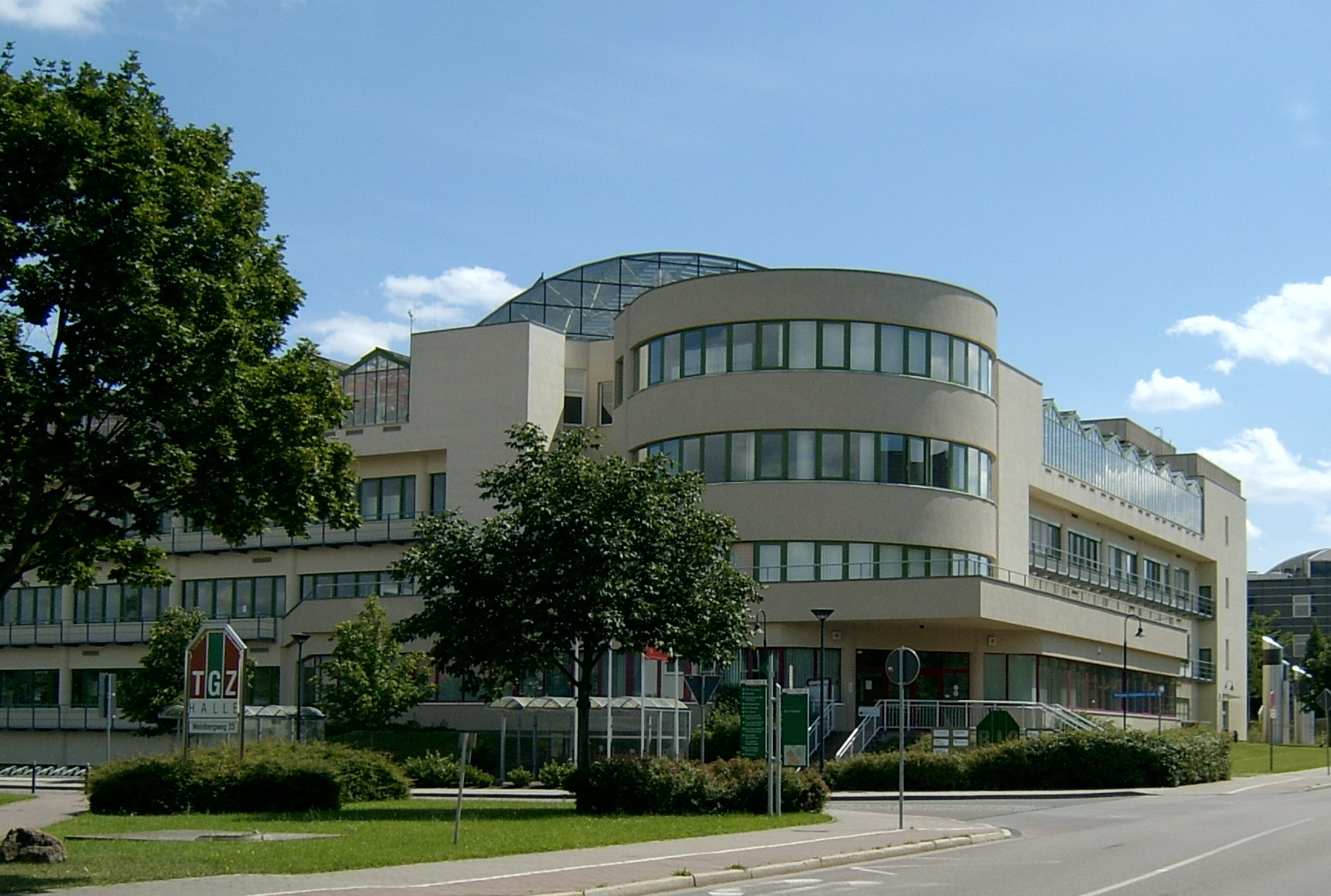
مرکز بیوتسنتروم واقع در پردیس واینبرگ

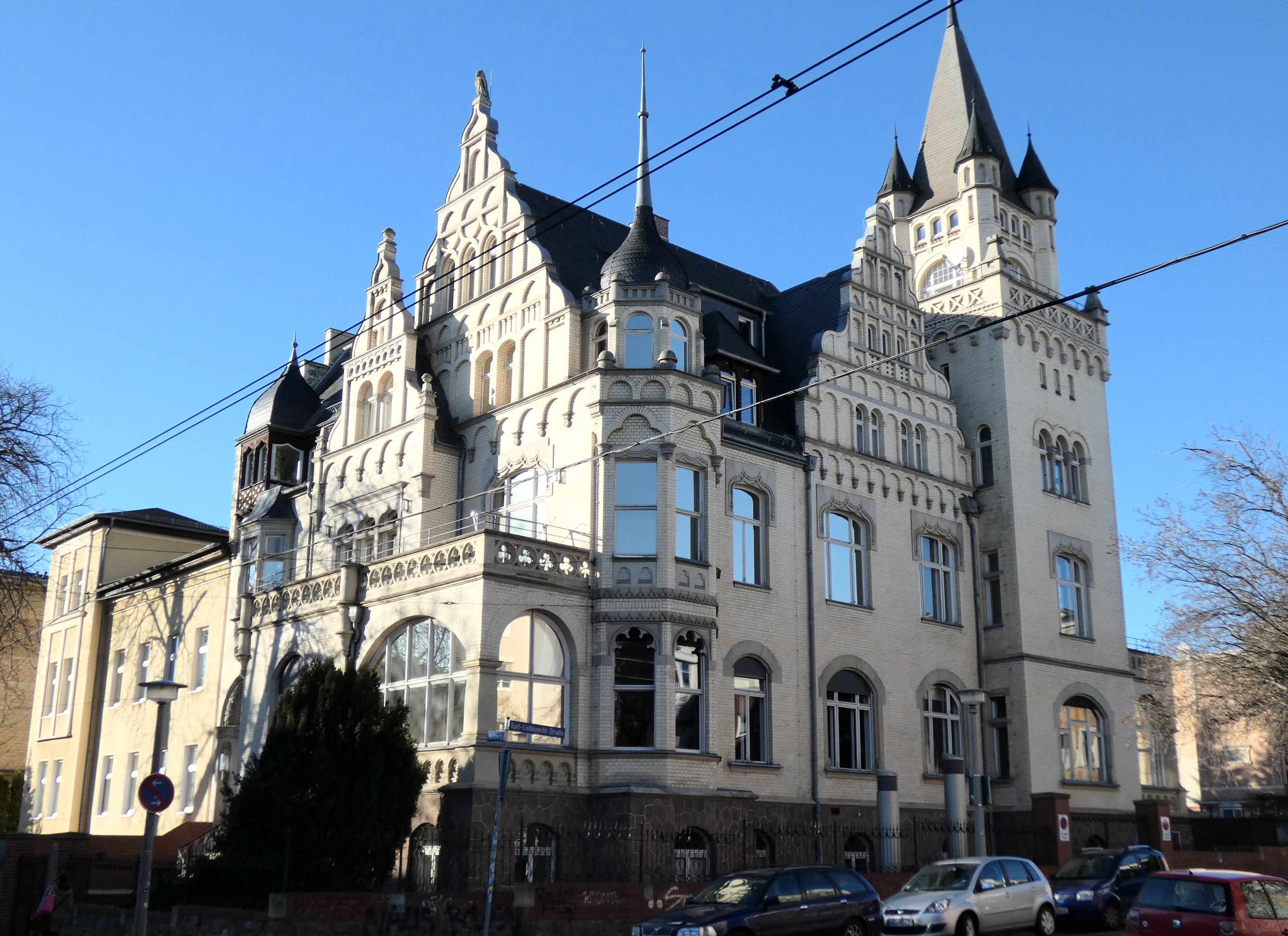
مؤسسه شرق‌شناسی

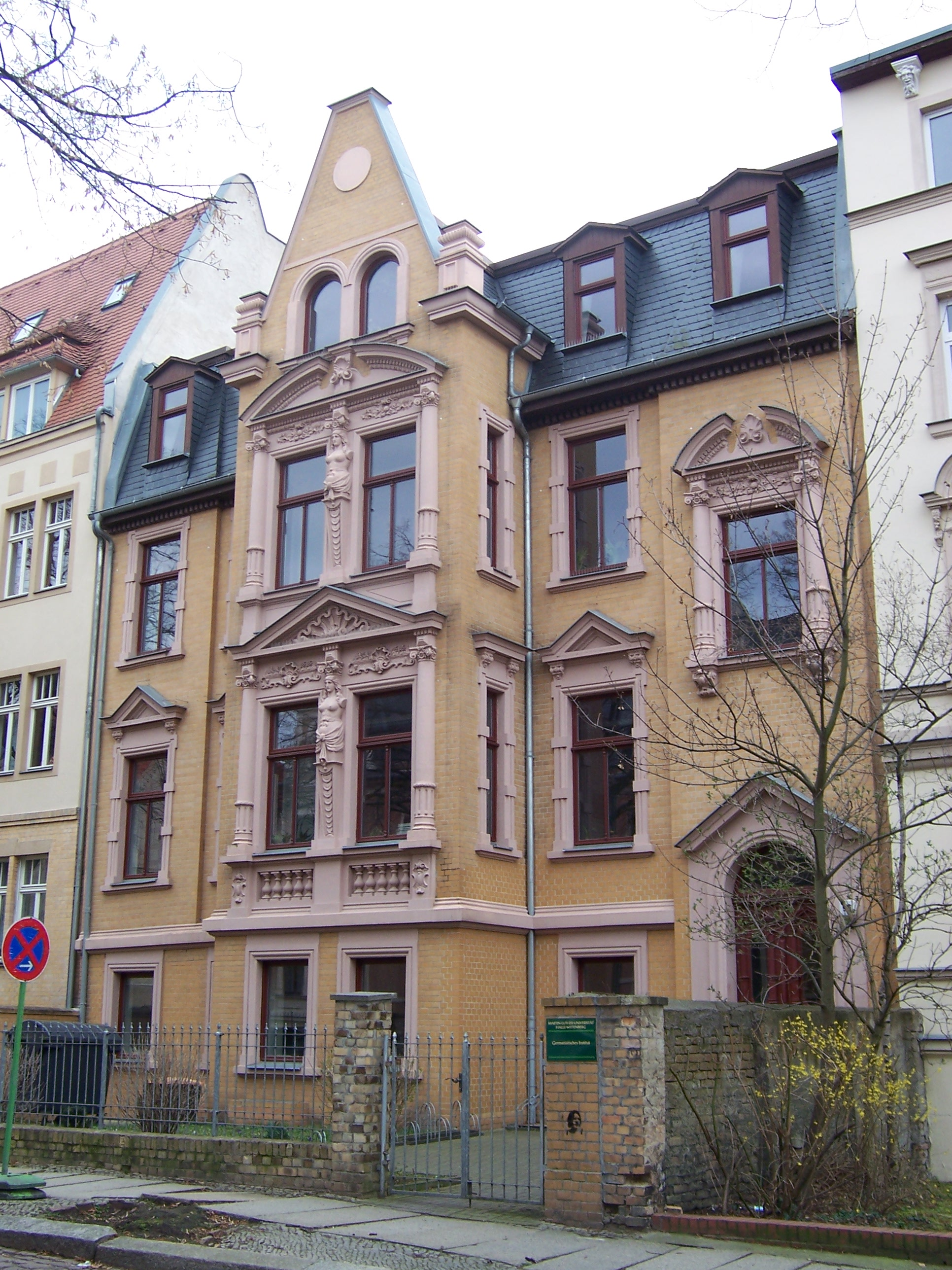
مؤسسه علوم آلمان‌شناسی

دانشکده‌های دانشگاه هاله عبارتند از:
- دانشکده الهیات
  - Institut für Bibelwissenschaft und Kirchengeschichte
  - Institut für Systematische Theologie, Praktische Theologie und Religionswissenschaft
- دانشکده حقوق و اقتصاد
  - Juristischer Bereich
  - Wirtschaftswissenschaftlicher Bereich
- دانشکده پزشکی
  - Institut für Anatomie und Zellbiologie
  - Institut für Allgemeinmedizin
  - Institut für Geschichte und Ethik der Medizin
  - Institut für Gesundheits- und Pflegewissenschaft
  - Institut für Humangenetik
  - Julius-Bernstein-Institut für Physiologie
  - Institut für Medizinische Epidemiologie, Biometrie und Informatik
  - Institut für Medizinische Immunologie
  - Institut für Medizinische Mikrobiologie
  - Institut für Medizinische Soziologie
  - Institut für Molekulare Medizin
  - Institut für Pathologie
  - Institut für Pharmakologie und Toxikologie
  - Institut für Physiologische Chemie
  - Institut für Rechtsmedizin
  - Institut für Rehabilitationsmedizin
  - Institut für Umwelttoxikologie
- دانشکده فلسفه ۱
  - Institut für Altertumswissenschaften
  - Institut für Ethnologie und Philosophie
  - Institut für Geschichte
  - Institut für Kunstgeschichte und Archäologien Europas
  - Orientalisches Institut
  - Institut für Politikwissenschaft
  - Institut für Psychologie
  - Institut für Soziologie
- دانشکده فلسفه ۲
  - Institut für Anglistik und Amerikanistik
  - Germanistisches Institut
  - Institut für Musik, Medien- und Sprechwissenschaften
    - Abteilung Sprechwissenschaft und Phonetik

  - Institut für Romanistik
  - Seminar für Slavistik
  - Institut für Sportwissenschaft
- دانشکده فلسفه ۳
  - Institut für Pädagogik
  - Institut für Schulpädagogik und Grundschuldidaktik
  - Institut für Rehabilitationspädagogik
  - Institut für katholische Theologie und ihre Didaktik
- دانشکده علوم تجربی ۱
  - Institut für Biochemie und Biotechnologie
  - Institut für Biologie
  - Institut für Pharmazie
- دانشکده علوم تجربی ۲
  - Institut für Chemie
  - Institut für Physik
  - Institut für Mathematik
- دانشکده علوم تجربی ۳
  - Institut für Agrar- und Ernährungswissenschaften
  - Institut für Geowissenschaften und Geographie
  - Institut für Informatik
- مرکز علوم مهندسی (۲۰۰۶–۲۰۱۶)

## پژوهش

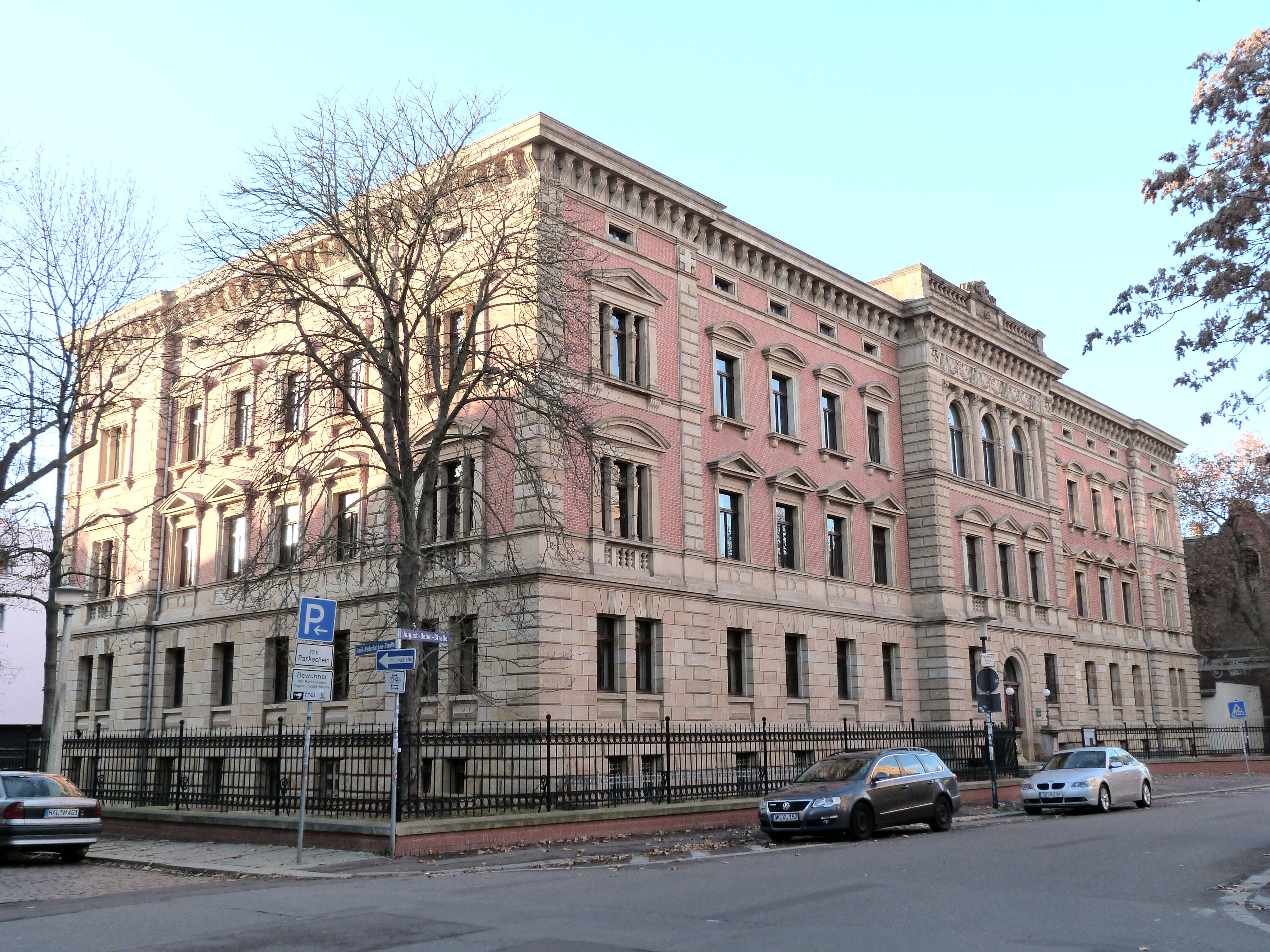
کتابخانه دانشگاهی و ایالتی هاله، ساختمان ۲

پژوهش در این دانشگاه حول چهار حوزه از علم مواد، علوم زیستی، علوم انسانی و علوم اجتماعی به علاوه ۱۵ مرکز علمی بین‌رشته‌ای می‌چرخد. از جمله محورهای اصلی پژوهشی این دانشگاه عبارت است از علوم مواد، عصر روشنگری، میراث فرهنگی، علوم گیاهی و تنوع زیستی، اجتماع و فرهنگ در حرکت، و علم پروتئین. حدود ۲۱۳۰ محقق (بدون احتساب مقاطع دکترا و پایین‌تر) در چهار پردیس این دانشگاه در حال پژوهش هستند.
کتابخانه دانشگاه که نقش کتابخانه ایالتی را نیز ایفا می‌کند با داشتن بیش از ۵٫۵ میلیون رسانه، بزرگ‌ترین کتابخانه ایالت زاکسن-آنهالت است.
طبق آمارهای تابستان ۲۰۱۹، بیش از ۲۰۰۰ نفر در مقطع دکترا مشغول به پژوهش بوده‌اند که ۲۲٪ آن‌ها از کشورهای خارج از آلمان بوده‌اند که بیشترین ن‌ها به‌ترتیب از هند، چین، روسیه، لهستان، ایران، و سوریه بوده‌اند.

## مراکز مرتبط
دانشگاه هاله عضو اتحاد دانشگاهی مرکزی آلمان هاله-ینا-لایپزیش (Central German University Alliance Halle-Jena-Leipzig) است و با مراکز مختلفی همکاری نزدیک دارد. مؤسسه‌های تحقیقاتی مرتبط با دانشگاه هاله عبارتند از:
- آکادمی علوم طبیعی لئوپلدینه آلمان
- مؤسسه هاله برای مطالعات اقتصادی
- مؤسسه فراونهوفر برای مکانیک مواد
- مؤسسه لایبنیتس برای توسعه کشاورزی در اروپای مرکزی و شرقی
- مؤسسه لایبنیتس برای بیوشیمی گیاهی
- واحد تحقیقاتی مکس پلانک برای آنزیم‌شناسی تاخوردگی پروتئین
- مؤسسه مکس پلانک برای انسان‌شناسی اجتماعی
- مؤسسه مکس پلانک برای فیزیک میکروساختارها
- مرکز هلمهولتز برای تحقیقات محیط زیستی

## سرشناسان
افراد تأثیرگذاری که در این دانشگاه فعالیت داشته‌اند عبارتند از اصلاحگر مذهبی مارتین لوتر، فیلسوف هرمنوتیک فریدریش شلایرماخر، فیزیکدان تجربی گوستاو هرتز، و پزشک کاشف سرم دیفتری امیل آدولف فون برینگ.

## نگارخانه

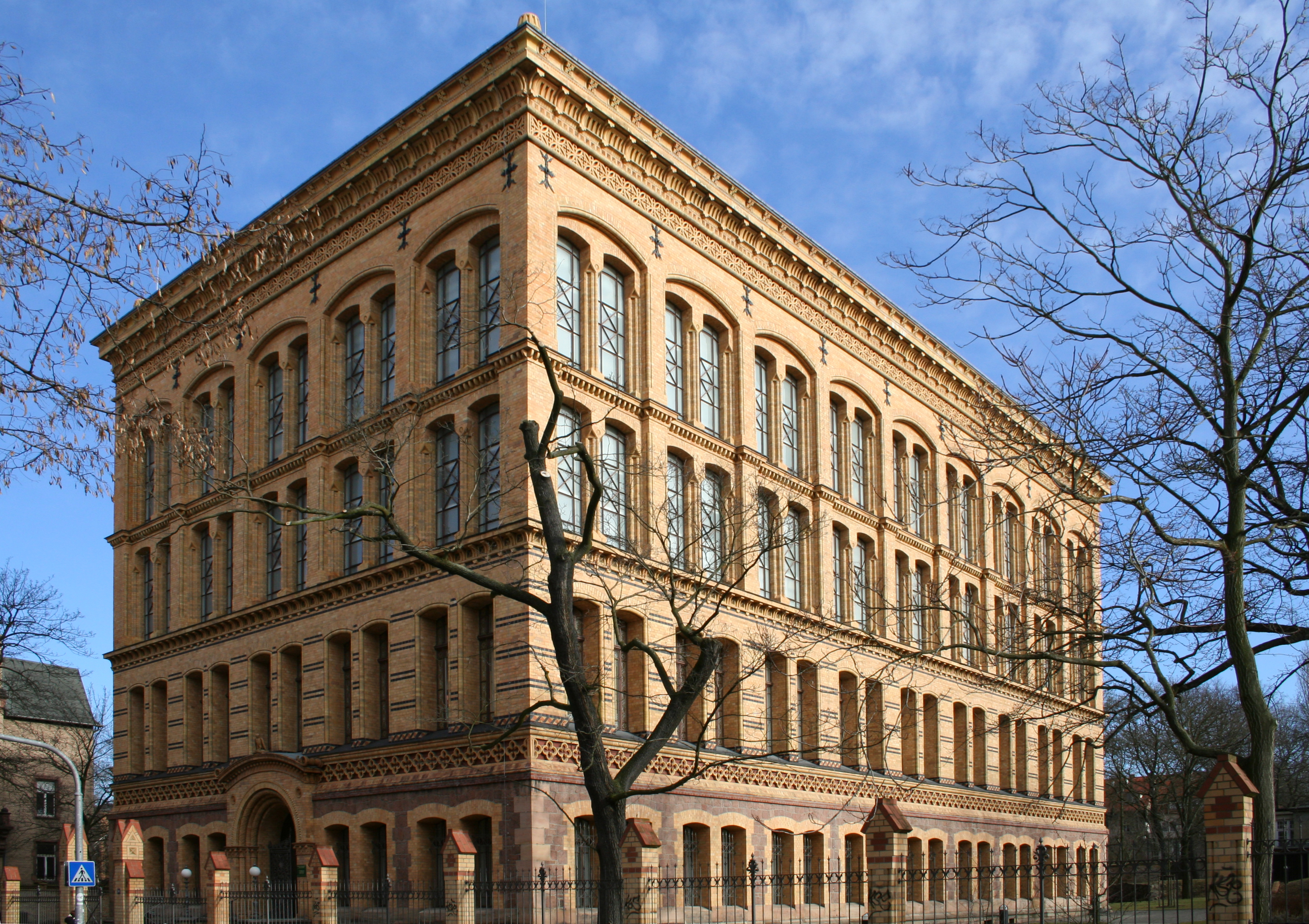
از ساختمان‌های کتابخانه دانشگاه
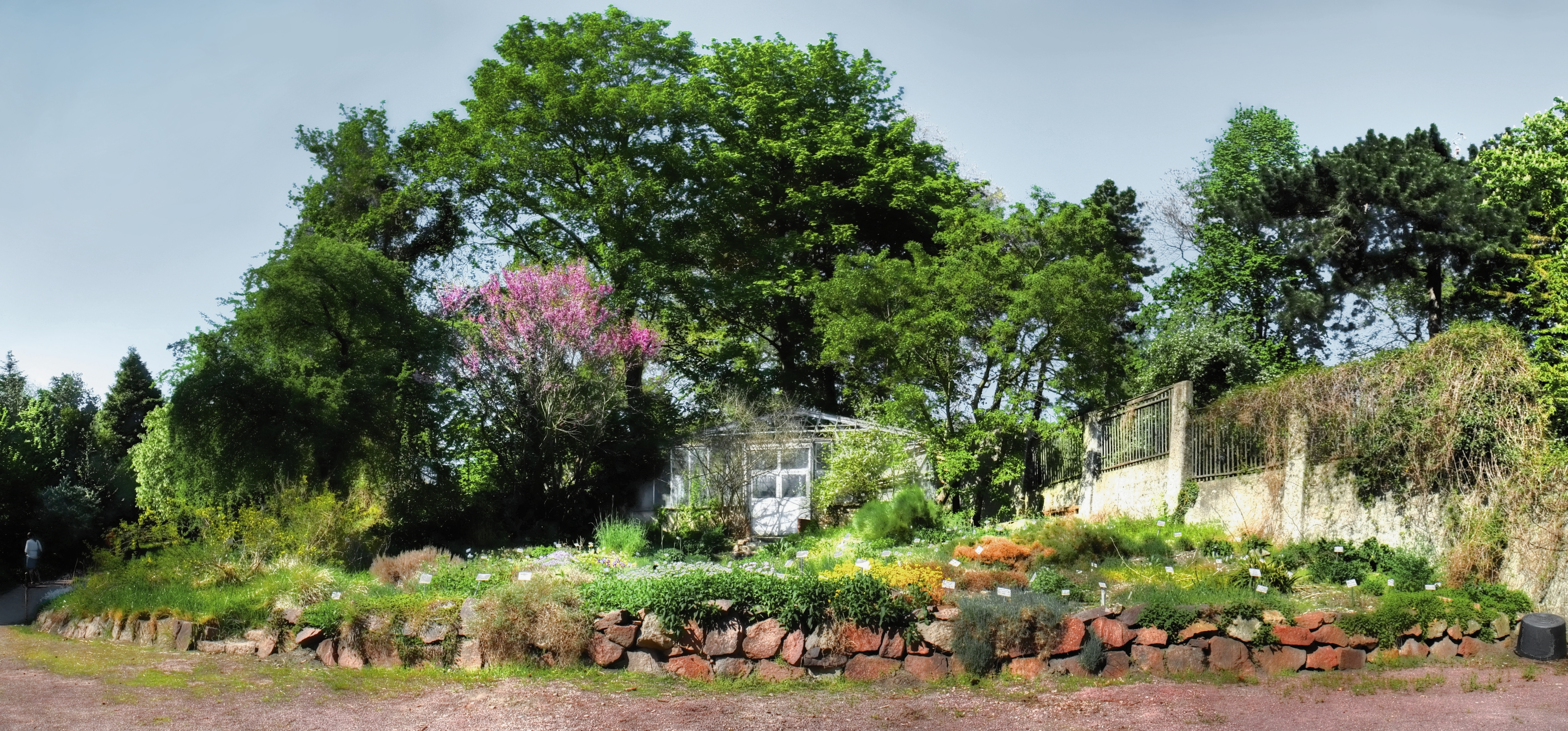
باغ گیاهشناسی هاله، تأسیس ۱۶۹۸
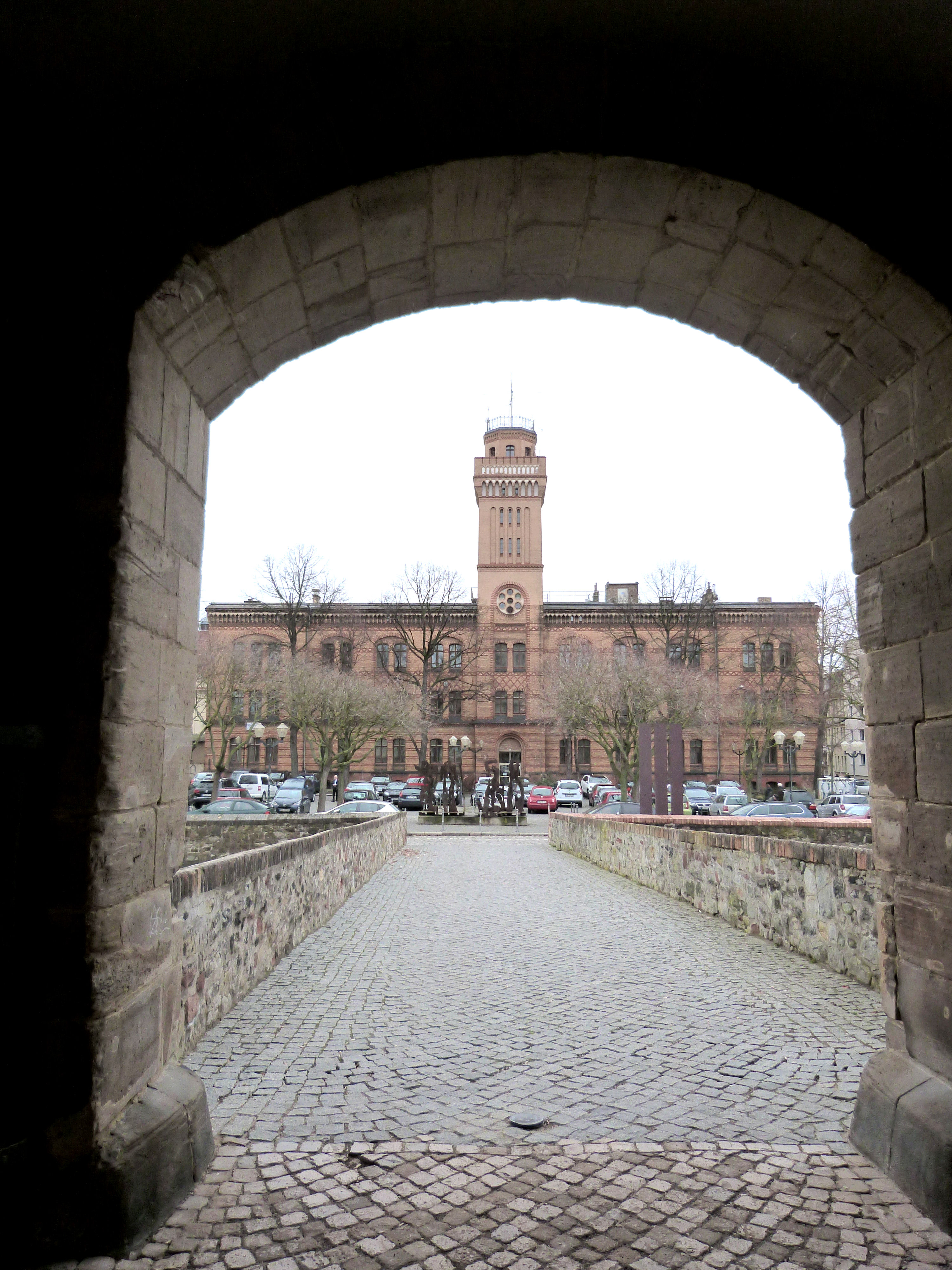
ساختمان سابق مؤسسه فیزیک
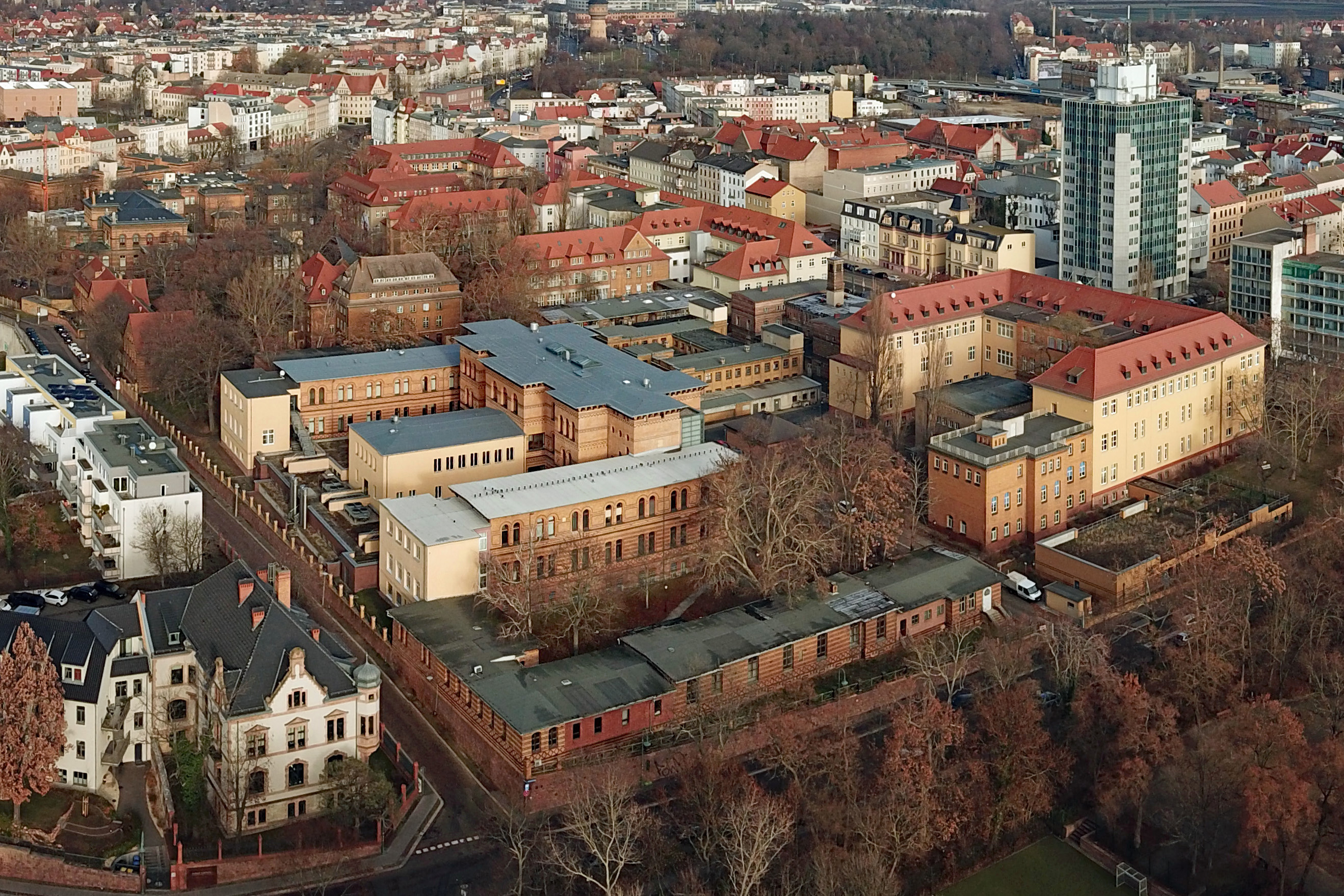
تصویر هوایی از ساختمان‌های سابق بیمارستان آموزشی هاله
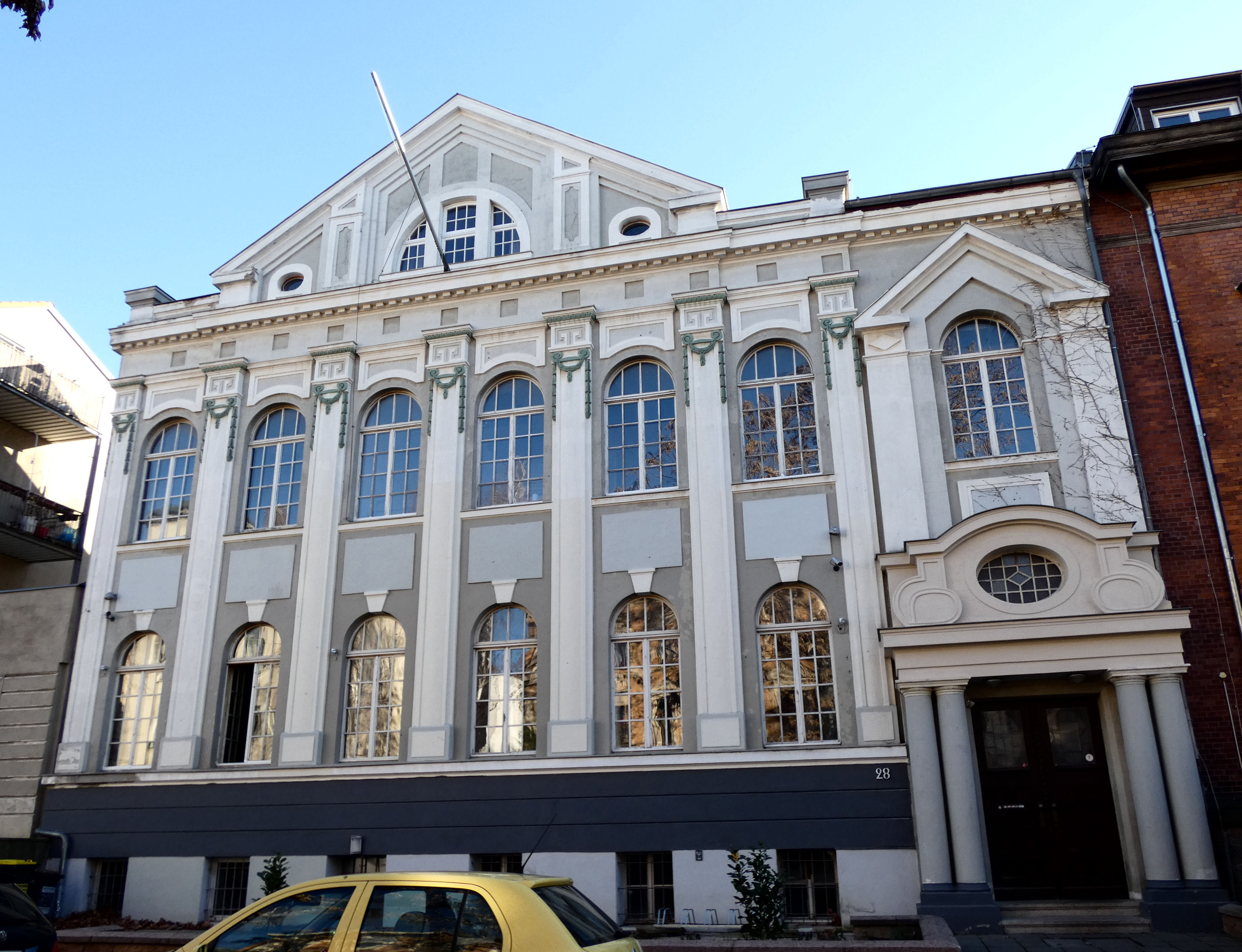
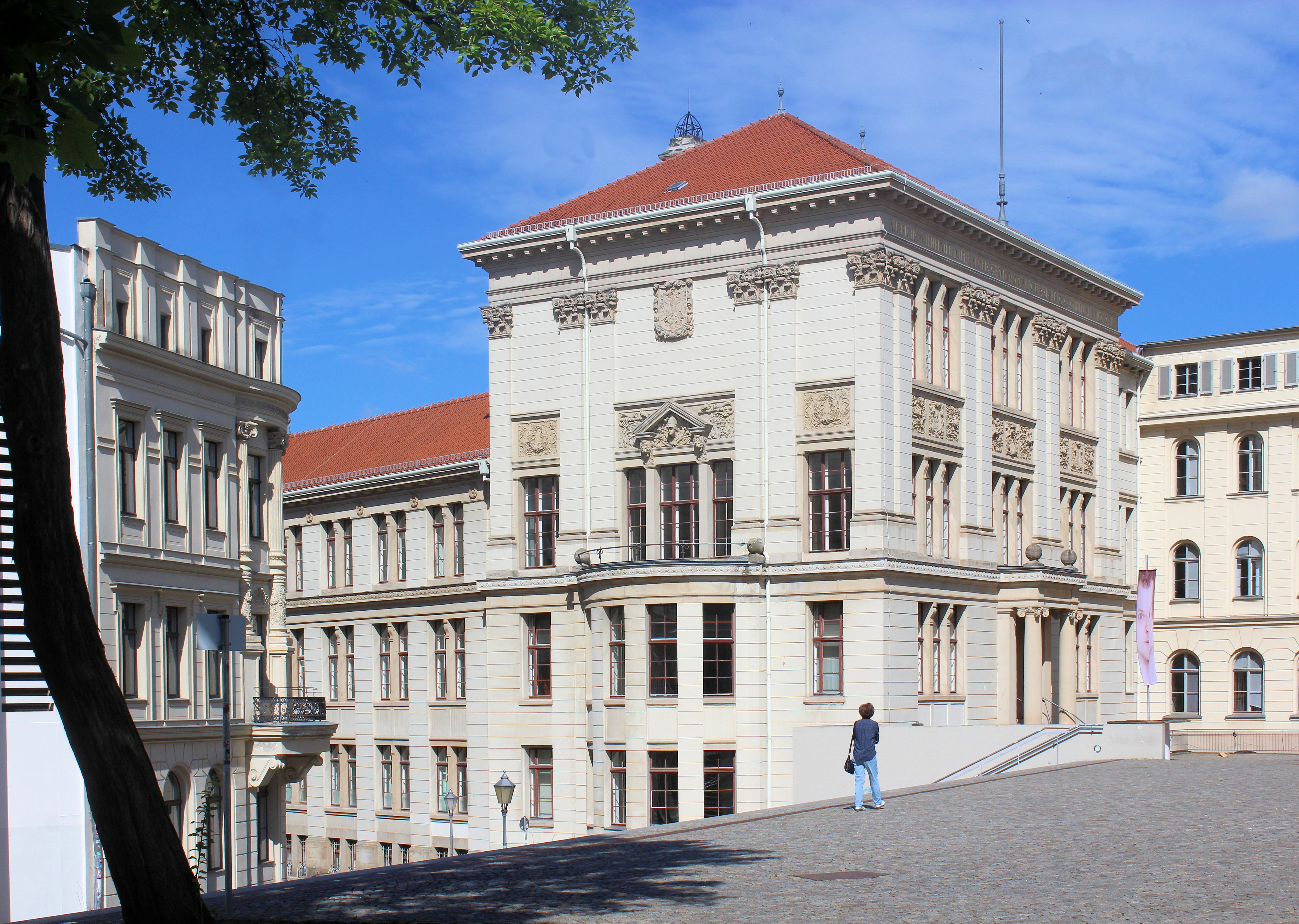
ساختمان ملانشتونیانوم (Melanchthonianum)
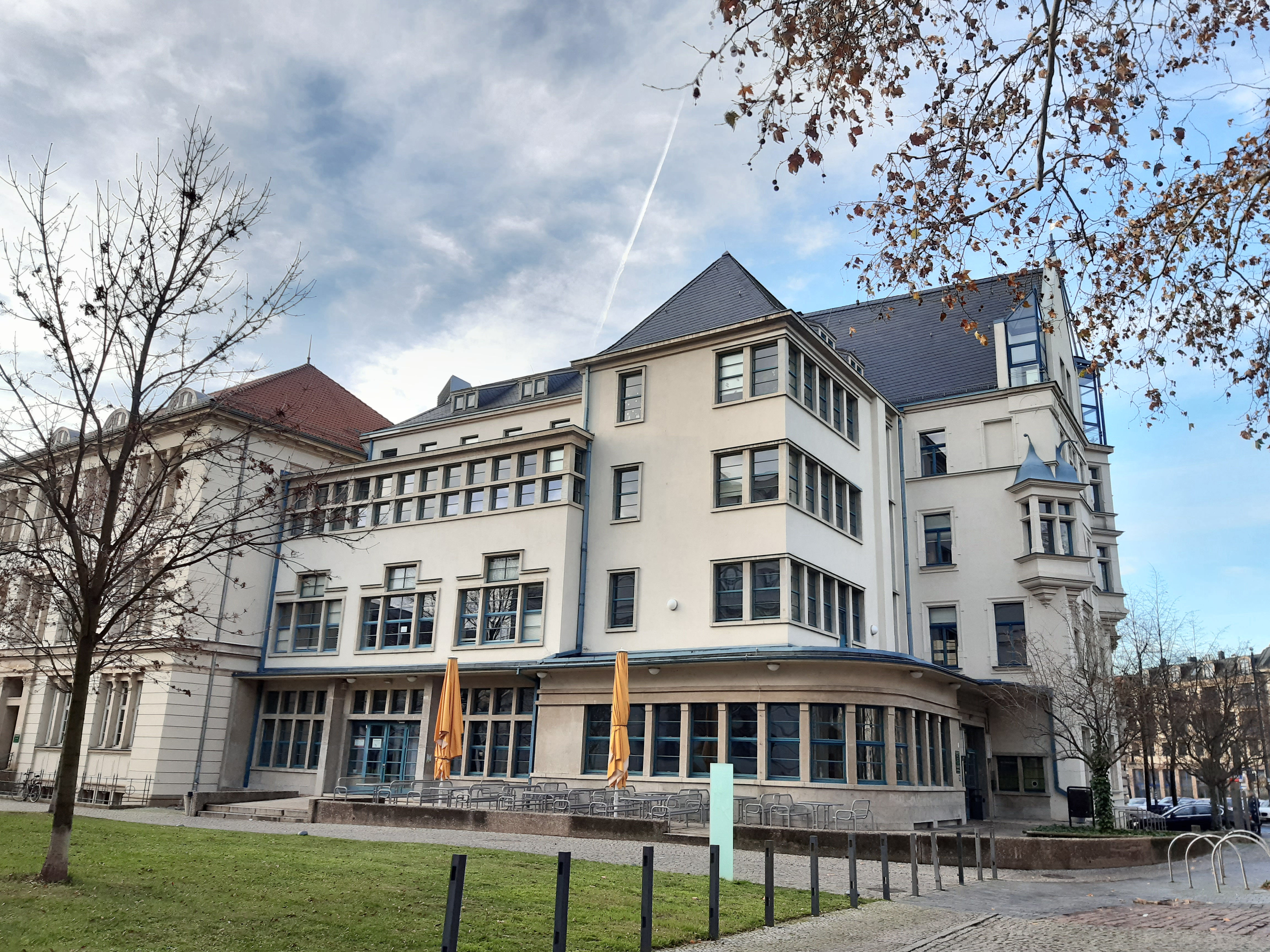
سالن غذاخوری Burse zur Tulpe (هتل Zur Tulpe سابق)
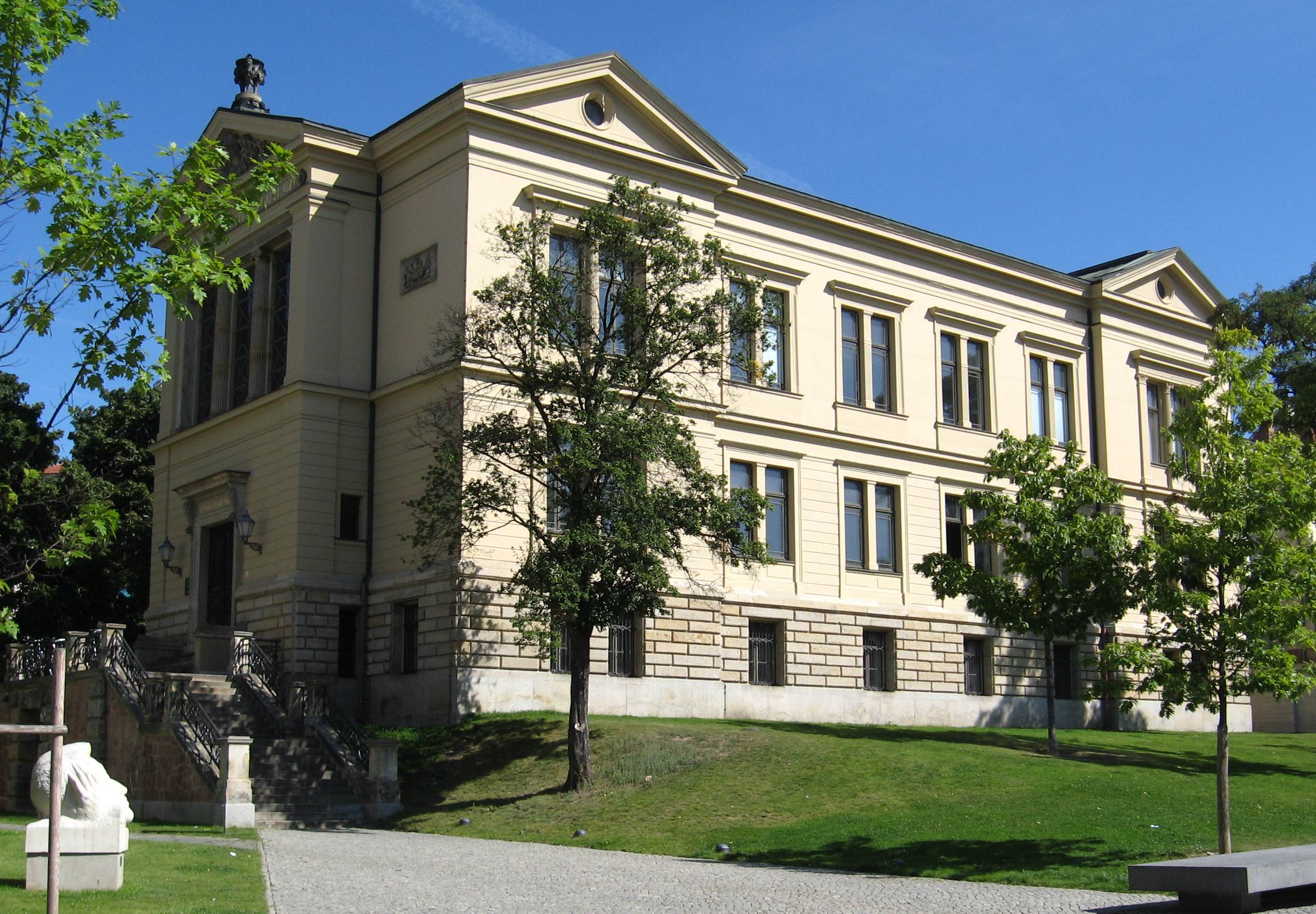
موزه باستان‌شناسی روبرتینوم
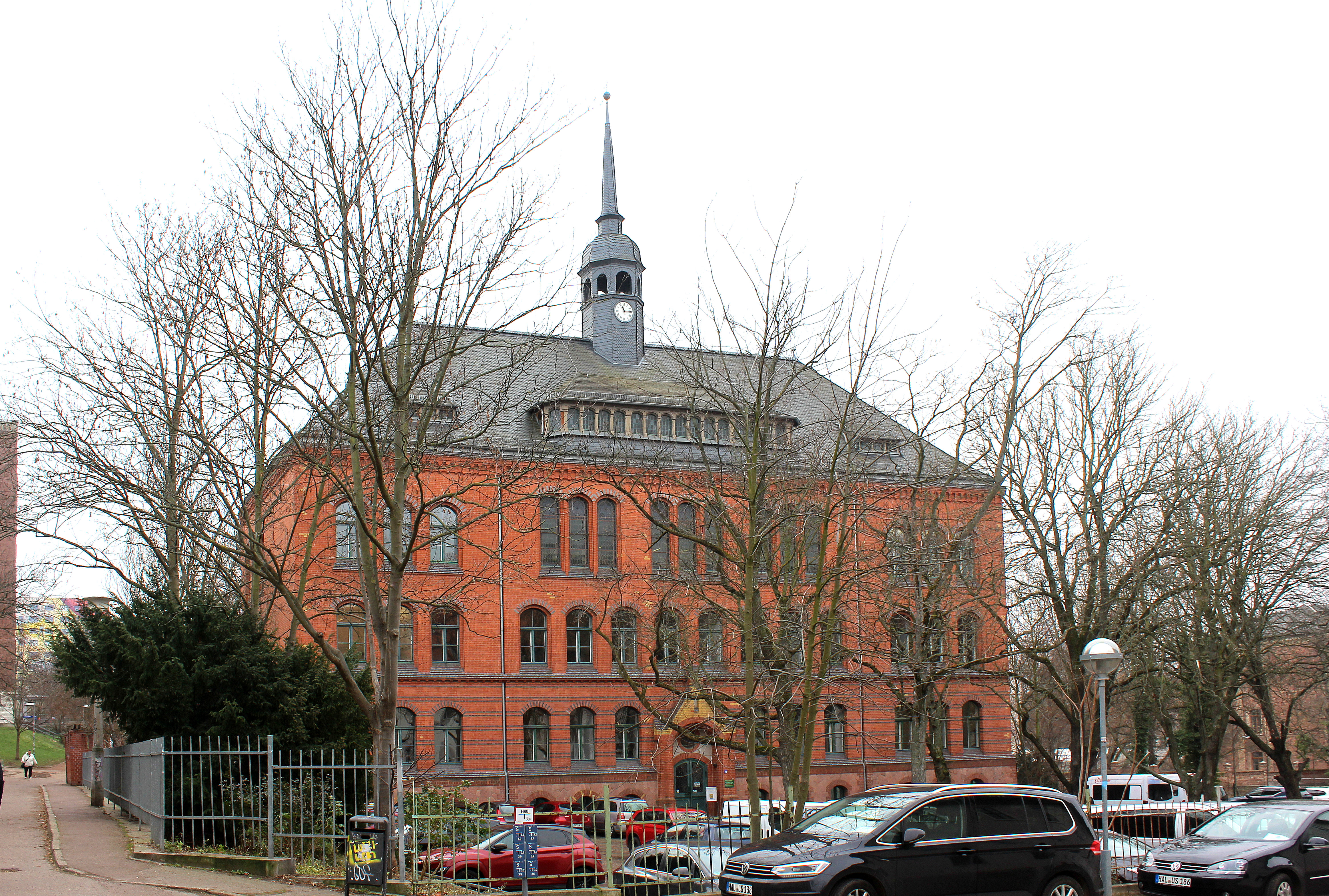
مدرسه سرخ، همکنون مرکز بین‌رشته‌ای برای مطالعات عصر روشنگری اروپا